# Acuario de agua salobre

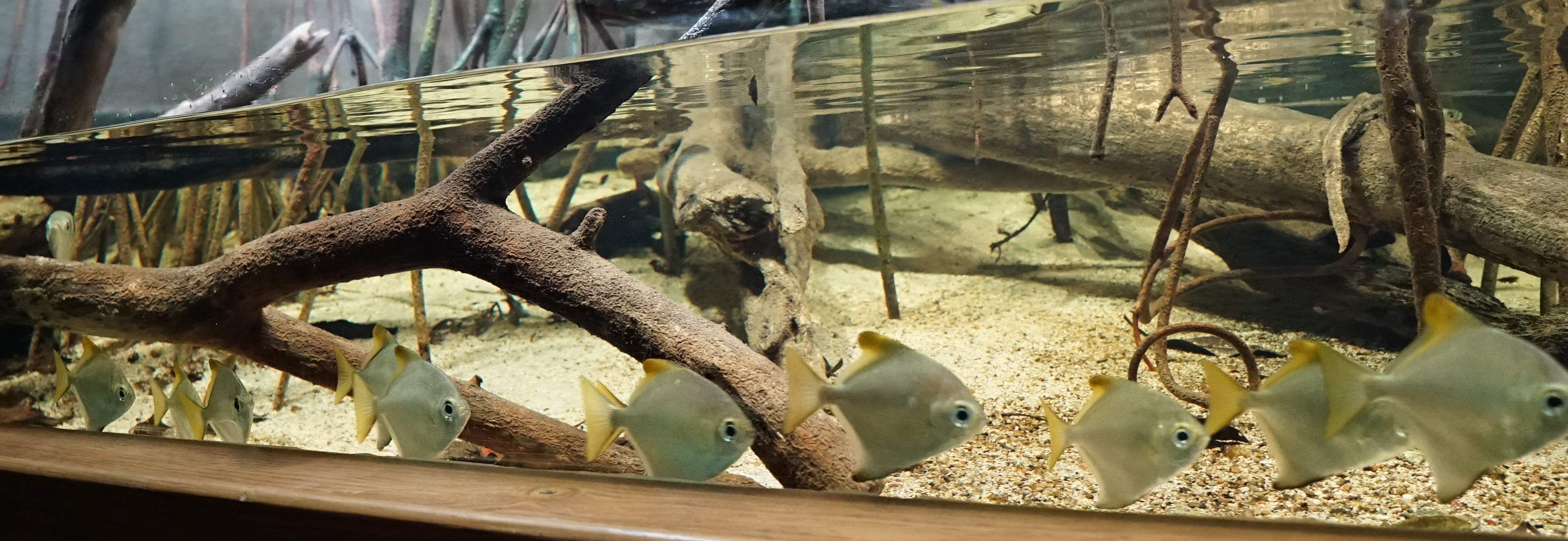
Acuario de agua salobre.

Un acuario de agua salobre es un acuario que contiene uno o más especies de organismos acuáticos de agua salobre (es decir, que tiene un nivel de salinidad mayor que el agua dulce pero menor que el agua marina). El rango de "salinidad" varía mucho, desde casi agua dulce hasta casi marina y, a menudo, se lo denomina gravedad específica (SG) o salinidad. Los acuarios de agua salobre son una especialización popular dentro de la afición a la acuicultura. Muchas especies de peces que se comercializan como especies de agua dulce son en realidad especies de agua salobre, por ejemplo, los mollies, el pez bandera de Florida y algunos cíclidos como los cromides y la tilapia de mentón negro . También hay varias especies populares negociados puramente como peces de agua salobre, incluyendo a los monodactílidos, pingos, peces arqueros, y varias especies de peces globo, gobios, y peces planos. En general, los acuaristas necesitan mantener una densidad relativa de alrededor de 1.005 a 1.010 dependiendo de la especie que se mantenga, pero prácticamente todos los peces de agua salobre toleran bien las variaciones distantes en la salinidad, y algunos acuaristas sostienen que la fluctuación regular de la salinidad en el acuario en realidad mantiene a los peces saludables y libre de parásitos.

## Mantenimiento de acuario
Las especies de agua salobre se pueden mantener principalmente igual que los acuarios de agua dulce estándar, pero se usa un hidrómetro para verificar la salinidad del agua. Ciertos tipos de peces de agua salobre necesitan que su salinidad aumente ligeramente cada seis meses. Los tamaños de los tanques pueden variar ampliamente según las necesidades de la especie en particular, y la temperatura suele estar en el rango tropical de 76-82 °F. El sustrato puede variar de arena a grava, pero muchos acuaristas eligen coral triturado o arena de aragonito, los cuales ayudan a elevar la dureza y el pH a un nivel aceptable. Muchos peces de agua salobre, como cualquier pez, pueden saltar fuera del tanque, por lo que se debe tapar. Algunas especies de agua salobre provienen de los estuarios. Estos deben tener una corriente de movimiento lento y algunos escondites en su acuario. Algunos provienen de ríos más grandes. Estos deben tener plantas alrededor del perímetro del acuario con algunas rocas grandes para descansar. Otros provienen de los manglares; estos deben tener algunas plantas de mangle, y algunas especies deben tener pocas profundidades. Algunas especies de agua dulce (y el tiburón punta negra, una especie marina) son lo suficientemente resistentes o sobreviven mejor en agua salobre, como Polypterus bichir, ciertas lochas, Danio rerio, todo tipo de mollies (pero especialmente el molly yucateco) y algunos gobios. Todos pueden tolerar la misma cantidad de sal en los acuarios, pero deben aclimatarse lentamente.